# Ivan Burcin
Ivan Burcin (în bulgară Иван Бурчин; n. 9 decembrie 1952, Mizia, Vrața, Bulgaria) este un caiacist ce a reprezentat Bulgaria, medaliat olimpic. A participat la 2 ediții ale Jocurilor Olimpice (1972, 1976) în care a câștigat o medalie de bronz.